# (9592) Clairaut
(9592) Clairaut est un astéroïde de la ceinture principale.
Alexis Claude Clairaut (1713 – 1765) était un mathématicien français qui a participé aux calculs de l'orbite de la comète de Halley.